# Rhipidomys venezuelae
Rhipidomys venezuelae (Thomas, 1896) è un roditore della famiglia dei Cricetidi diffuso nell'America meridionale.

## Descrizione

### Dimensioni
Roditore di piccole dimensioni, con la lunghezza della testa e del corpo tra 130 e 150 mm, la coda tra il 110 e 135 ;% della lunghezza del resto del corpo e la lunghezza del piede tra 26 e 29 mm.

### Aspetto
La pelliccia è soffice e fine. Le parti dorsali variano dal rossastro al bruno-giallastro, i fianchi sono più chiari, mentre le parti ventrali sono bianche o color crema, talvolta con la base dei peli grigia. Le orecchie sono relativamente grandi e brunastre. I piedi sono larghi, marroni chiari, con una macchia dorsale scura poco distinta e con le dita alquanto corte e tozze. La coda è più lunga della testa e del corpo, è uniformemente marrone, ricoperta di corti peli e con un ciuffo di peli più lunghi all'estremità.

## Biologia

### Comportamento
È una specie arboricola.

### Alimentazione
Si nutre di semi.

## Distribuzione e habitat
Questa specie è diffusa nella Colombia e nel Venezuela settentrionali.
Vive nelle foreste sia umide che secche

## Conservazione
La IUCN Red List, considerato il vasto areale e la popolazione presumibilmente numerosa, classifica R.venezuelae come specie a rischio minimo (Least Concern).